# Semilla de maldad
Semilla de maldad (en inglés Blackboard Jungle) es una película estadounidense de 1955, dirigida por Richard Brooks; protagonizada por Glenn Ford, Anne Francis, Sidney Poitier y Vic Morrow en los papeles principales. El guion fue escrito por el director sobre la novela The Blackboard Jungle (1954) de Evan Hunter.
Fue estrenada el 25 de marzo de 1955. La película es histórica por el efecto desencadenante que tuvo sobre la juventud la aparición en la primera escena de Bill Haley & His Comets interpretando Rock Around the Clock, llevando por primera vez una canción de rock and roll a ser la N.º 1 del país. La fecha de estreno se considera uno de los días que marcaron el nacimiento del rock and roll.[cita requerida]
En 2016, fue considerada «cultural, histórica y estéticamente significativa» por la Biblioteca del Congreso de Estados Unidos y seleccionada para su preservación en el National Film Registry.

## Sinopsis
Richard Dadier (Glenn Ford) es un exmilitar que obtiene un empleo como profesor en un colegio público fuera de control, en el que los jóvenes son indisciplinados, inmorales y dominados por un potencial delincuente juvenil, Artie West (Vic Morrow). El profesor busca el modo de comprender y acercarse a los jóvenes para reinsertarlos en el sistema educativo. Cuando comienza a recibir amenazas telefónicas  sospecha de Gregory W. Miller (Sidney Poitier), un estudiante afrodescendiente. Luego descubre que sus sospechas eran infundadas.

## Reparto
- Glenn Ford .... Richard Dadier
- Anne Francis .... Anne Dadier
- Louis Calhern .... Jim Murdock
- Margaret Hayes .... Lois Judby Hammond
- John Hoyt .... Mr. Warneke
- Richard Kiley .... Joshua Y. Edwards
- Emile Meyer ..... Mr. Halloran
- Warner Anderson .... Dr. Bradley
- Basil Ruysdael .... Profesor A. R. Kraal
- Sidney Poitier .... Gregory W. Miller
- Vic Morrow .... Artie West
- Dan Terranova .... Belazi)
- Rafael Campos .... Pete V. Morales
- Paul Mazursky .... Emmanuel Stoker
- Horace McMahon .... Detective
- Jamie Farr .... Santini (acreditado como Jameel Farah)
- Danny Dennis .... De Lica)